# Айкенський сільський округ
Айке́нський сільський округ (каз. Әйке ауылдық округі, рос. Айкенский сельский округ) — адміністративна одиниця у складі Айтекебійського району Актюбінської області Казахстану. Адміністративний центр — село Айке.
Населення — 1573 особи (2021; 2009 у 2009, 3086 у 1999, 3637 у 1989).

## Історія
Станом на 1989 рік існували Псковська сільська рада (села Абай, Жанадаур, Мир, Псковське) та Теренсайська сільська рада (село Сєверне) Комсомольського району. Село Жанадаур було ліквідовано згідно з рішенням Актюбінського обласного масліхату від 18 червня 2008 року № 212 та постановою Актюбінського обласного акімату від 18 червня 2008 року № 94. Село Кайранколь було ліквідовано згідно з рішенням Актюбінського обласного масліхату від 11 грудня 2013 року № 173 та постановою Актюбінського обласного акімату від 11 грудня 2013 року № 396.

## Склад
До складу округу входять такі населені пункти:
| Населений пункт  | Колишні назви | Населення, осіб (1989) | Населення, осіб (1999) | Населення, осіб (2009) | Населення, осіб (2021) |
| ---------------- | ------------- | ---------------------- | ---------------------- | ---------------------- | ---------------------- |
| Абай, село       | -             | 167                    | -                      | -                      | -                      |
| Айке, село       | Псковське     | 1393                   | 1510                   | 1058                   | 937                    |
| Жанадаур, село   | -             | 187                    | 0                      | -                      | -                      |
| Кайранколь, село | Мир, Українка | 139                    | 62                     | 0                      | -                      |
| Теренсай, село   | Сєверне       | 1751                   | 1514                   | 951                    | 636                    |